# River (singel Krystiana Ochmana)
River – siódmy singel amerykańsko-polskiego piosenkarza Krystiana Ochmana z jego debiutanckiego albumu studyjnego pt. Ochman. Singel został wydany 3 lutego 2022.
Kompozycja zwyciężyła na koncercie Tu bije serce Europy! Wybieramy hit na Eurowizję!, stanowiącym polskie eliminacje i reprezentowała Polskę podczas 66. Konkursu Piosenki Eurowizji w Turynie (2022).
Utwór znalazł się na 12. miejscu listy AirPlay – Top, najczęściej odtwarzanych utworów w polskich rozgłośniach radiowych. Nagranie otrzymało w Polsce status platynowego singla, przekraczając liczbę 50 tysięcy sprzedanych kopii.

## Powstanie utworu i historia wydania
Utwór napisali i skomponowali Krystian Ochman, Adam Wiśniewski, Mikołaj Trybulec i Ashley Hicklin. Zapytany o przesłanie piosenki w wywiadzie dla portalu Onet.pl, piosenkarz wyjaśnił:

[»River«] opowiada o dążeniu do wewnętrznego spokoju. Często przejmujemy się rzeczami, które się nawet nie wydarzyły. Planujemy przyszłość. Później stresujemy się, kiedy coś nie idzie zgodnie z naszym planem. Trudno nam zaakceptować, że przyszłość jest po prostu nieprzewidywalna. Musimy rozumieć, że na pewne rzeczy nie mamy pływu i wtedy jesteśmy w stanie osiągnąć harmonię życia.

Singel ukazał się w formacie digital download 3 lutego 2022 w Polsce za pośrednictwem wytwórni płytowej Polydor Records w dystrybucji Universal Music Polska. Następnie został wydany jako singel CD. Piosenka została umieszczona na debiutanckim albumie studyjnym piosenkarza – Ochman w wersji deluxe i pierwszym minialbumie pt. Ochman.
W kwietniu 2022 piosenka została zaprezentowana przez piosenkarza na koncertach promocyjnych w: Londynie (London Eurovision Party), Tel Awiwie (Israel Calling), Amsterdamie (Eurovision in Concert) i Madrycie (Spain Eurovision Pre-Party). 
6 kwietnia utwór w wersji akustycznej został wykonany w ramach cyklu „ZET Akustycznie”. 18 czerwca 2022 wystąpił z singlem podczas 59. Krajowego Festiwalu Piosenki Polskiej w Opolu. 1 kwietnia 2023 wykonał piosenkę na koncercie w Warszawie (Polish Eurovision Party).
Singel znalazł się na składankach: Eurovision Song Contest: Turin 2022 (wydana 22 kwietnia 2022), Hity na czasie: Lato 2022 (wydana 24 czerwca 2022) i Bravo Hits: Lato 2022 (wydana 24 czerwca 2022).

## Konkurs Piosenki Eurowizji
14 stycznia 2022 w programie Pytanie na śniadanie ujawniono listę uczestników koncertu Tu bije serce Europy! Wybieramy hit na Eurowizję! stanowiącego polskie eliminacje na 66. Konkurs Piosenki Eurowizji organizowany w Turynie, w której znalazła się propozycja piosenkarza. Po wycieku nieoficjalnej wersji piosenki Polska awansowała na pierwsze miejsce w zakładach bukmacherskich w typowaniach, który kraj wygra Konkurs Piosenki Eurowizji.
Jeszcze przed finałem programu w plebiscycie „Faworyt OGAE Polska” zorganizowanym przez członków Stowarzyszenia Miłośników Konkursu Piosenki Eurowizji piosenka była faworytem do wygrana preselekcji. 19 lutego 2022 Ochman wystąpił z utworem jako dziewiąty z kolei w pierwszej rundzie koncertu i przeszedł do tzw. superfinału, w którym spośród trzech kandydatów zwyciężył, zdobywając 51% głosów.
Piosenka została zaprezentowana podczas drugiego półfinału i awansowała do finału. Podczas finału utwór został zaprezentowany jako 23 z kolei, otrzymał 46 punktów od jury i 105 punktów od widzów, ostatecznie z liczbą 151 punktów, singel znalazł się na 12. miejscu.

## „River” w stacjach radiowych
Nagranie było notowane na 12. miejscu w zestawieniu AirPlay – Top, najczęściej odtwarzanych utworów w polskich rozgłośniach radiowych.

## Teledysk
Do utworu powstał teledysk w reżyserii Dawida Ziemby, który udostępniono w dniu premiery singla za pośrednictwem serwisu YouTube.

## Lista utworów
- Digital download[3]

1. „River” – 3:00

- Singel CD[4]

1. „River” – 2:59

## Notowania

### Pozycje na listach sprzedaży
| Kraj            | Lista (2022)      | Najwyższa pozycja |
| --------------- | ----------------- | ----------------- |
| Holandia        | Single Tip        | 26                |
| Islandia        | Tónlistinn        | 24                |
| Litwa           | Singlų Top 100    | 34                |
| Szwecja         | Top 100 Singles   | 88                |
| Wielka Brytania | UK Download Chart | 42                |

### Pozycje na listach airplay
| Kraj   | Lista (2022)      | Najwyższa pozycja |
| ------ | ----------------- | ----------------- |
| Polska | AirPlay – Top     | 12                |
| Polska | AirPlay – Nowości | 2                 |

## Certyfikaty
| Kraj          | Certyfikat      | Sprzedaż |
| ------------- | --------------- | -------- |
| Polska (ZPAV) | platynowa płyta | 50 000+  |

## Wyróżnienia
| Rok  | Konkurs                  | Kategoria                   | Rezultat    |
| ---- | ------------------------ | --------------------------- | ----------- |
| 2022 | Gorąca 100               | 100 największych hitów 2022 | 48. miejsce |
| 2022 | Przebój roku RMF FM 2022 | Przebój roku                | 12. miejsce |